# پیوتر فرونچوسکی
پیوتر فرونچوسکی (لهستانی: Piotr Fronczewski؛ زادهٔ ۸ ژوئن ۱۹۴۶) بازیگر و خواننده اهل لهستان است. او به عنوان یکی از بزرگ‌ترین و محبوب‌ترین بازیگران نسل خود شناخته می‌شود.
از فیلم‌هایی که وی در آن نقش داشته‌است، می‌توان به پزشک قلابی، سرنوشت‌های لهستانی، چگونه جنگ جهانی دوم را آغاز کردم، کرکس، سرگذشت استاد تواردوفسکی، دام، کونگ-فو، دارکوب، سفرهای آقای کِـلِـکْسْ، ورای تخت جراحی، لغزش، چهل‌ساله، ترازنامه سه‌ماهه، خانواده جایگزین، حوزه استحفاظی ۱۳، لجن‌زار، قرارداد، هتل ۵۲، سرزمین موعود، در خیابان سپولنی، فرار از سینما لیبرتی، رمز انیگما و شاپرک اشاره کرد.